# 施图拜谷
施图拜谷（發音：[ˈʃtuːbaɪˌtaːl]）是位於奧地利蒂罗尔州的一個高山峽谷，鄰近因斯布魯克，全長40公里。施图拜谷是奧地利著名的滑雪勝地。施图拜谷的附近有一座水力發電廠。